# Kung-Fu Live
Kung-Fu Live è un videogioco picchiaduro interattivo sviluppato da Virtual Air Guitar Company esclusivamente per PlayStation Network.
Il gioco tiene traccia del movimento dei giocatori usando il PlayStation Eye e la tecnologia a movimento del corpo libero.
È considerato il migliore dei giochi di fitness per PlayStation 3, "Direi che è un must se sei un fan dei giochi di combattimento e vuoi vedere cosa riserva il futuro per un design innovativo e creativo del gioco".

## Accoglienza
Kung-Fu Live ha ricevuto recensioni generalmente contrastanti. Aveva un punteggio medio di 53.76% su GameRankings, basato su 27 recensioni e un punteggio medio di 50/100 su Metacritic, basato su 30 recensioni.
Ryan Clements, uno scrittore per IGN che ha valutato il gioco a 40/100, ha scritto che il gioco "ha una premessa accattivante e immagini divertenti, ma non posso raccomandare un gioco che mi abbia fatto sentire così sconfitto".
Steven Williamson, che scrive per PSU.com e ha valutato il gioco a 5,5/10, dice "Soddisfa i criteri severi per l'impostazione e la calibrazione e potresti goderti la novità di vederti a calci in culo sullo schermo, ma avrai comunque per combattere con i controlli tanto quanto contro i cattivi".
La rivista Play Generation diede al gioco un punteggio di 70/100, trovando la premessa originale, con un'estetica simpatica che permette di bruciare molte calorie ma come difetti la monotonia che arriva quasi subito assieme ad una scarsa longevità.